# 卫满朝鲜
衛滿朝鮮（：／ Wiman joseon */?；前195年—前108年），又稱衛氏朝鮮（：／ Wissi joseon），是一個由燕人衛滿建立的古朝鮮政權。
根據《史記》記載，漢朝初年时，漢高祖所封的燕王盧綰出逃匈奴，其部將衛滿率舊部渡過鴨綠江，推翻了古朝鲜自立。前109年，朝鮮國王衛右渠與西漢發生衝突。漢武帝派兵攻滅衛滿朝鮮，以其地設置漢四郡。
由于《史记》记载卫满身穿“魋结蛮夷服”入朝鲜，而且沿用朝鲜的国号，韩国有观点对认为卫满有可能是生活在燕国的古朝鲜人:18。但是主流上學者認為這種所謂衛滿是朝鮮人的考證太過粗糙，未必值得相信

## 背景
古朝鮮在戰國時期曾一度强盛，其君主自称朝鲜王。后来燕國派遣秦开攻打古朝鮮，夺取其西边的领土两千余里，使古朝鮮一蹶不振。这片被燕国夺取的地域在秦朝統一六國之后，亦歸入秦朝的統治之下。

## 历史
根據《史記》所記載，漢高祖劉邦時，燕王盧綰背叛漢朝，逃往匈奴。其部将衛滿率领千餘名部众逃入箕子朝鮮。古朝鮮的準王把他的部众安置在西北部边界的空地上。衛滿召集齊、燕两地的亡命者，势力不断壮大。之後，衛滿带兵推翻了箕子朝鮮，取得古朝鮮的首都王險城，建立卫满朝鲜。準王则率部逃到南方的马韩，在当地自称韩王。
衛滿建立國家後，他積極对外扩张，輸入中原文化，使國家愈來愈強盛。西汉以其为外臣，统御塞外蛮夷。
衛滿死后，傳位给儿子，后又传至孫子衛右渠。衛右渠拒绝向西汉朝贡，并阻塞了邻近小国向西汉朝贡的道路。汉武帝以此为由，于前109年（元封二年）發兵讨伐鮮。前108年，卫右渠被臣下所杀投降西汉，卫满朝鲜灭亡，西汉其地设置汉四郡。

## 对外关系
因卫满原乃叛逃的燕王手下，所以自卫满立国后就与汉朝冲突不断，衛滿朝鮮阻止鄰近小國入漢朝貢。
卫满朝鲜被灭后，漢武帝在古朝鮮故地置樂浪郡，于真番國故地置真番郡，在東穢貊地區置臨屯郡，于沃沮之地置玄菟郡，合稱為漢四郡。但汉四郡建立后仍与卫满朝鲜的穢貊部落冲突不断。

## 延伸阅读
[在维基数据编辑]
 《史記/卷115》，出自司馬遷《史記》
 《漢書/卷095》，出自班固《漢書》